# Жан Жене
Жан Жене (Француски: ; 19. децембар 1910  — 15. април 1986) био је француски романописац, драматург, песник, есејиста и политички активиста. У раном периоду живота био је скитница и ситни криминалац, али је касније постао писац и драматург. Његова главна дела су романи Лоповски дневник и Госпа од цвећа и драме Балкон, Слушкиње и Заслони.

## Биографија

### Младост
Генетова мајка је била проститутка која га је одгајала првих седам месеци његовог живота пре него што га је дала на усвајање. Након тога, Жене је одрастао у провинцијском граду Алињи ан Морван, у департману Ниевре у централној Француској. Његову хранитељску породицу водио је столар и, према биографији Едмунда Вајта, била је пуна љубави и пажње. Док је у школи добијао одличне оцене, његово детињство укључивало је низ покушаја бекства и ситне крађе.
Након смрти његове хранитељице, Жене је смештен код једног старијег пара, али је остао са њима мање од две године. Према речима супруге, „он је излазио ноћу и чинило се да је био нашминкан“. Једном је током посете једном локалном сајму прокоцкао приличну суму новца, коју су му поверили за испоруку на другом месту.

### Притвор и служење војног рока
Због овог и других прекршаја са 15 година је послат у казнену колонију Метреј где је био заточен између 2. септембра 1926. и 1. марта 1929. године. У Miracle of the Rose (1946) он даје приказ овог периода заточеништва, који се завршио са 18 година када се придружио Легији странаца. На крају је нечасно отпуштен на основу непристојности (пошто је ухваћен у хомосексуалном чину) и провео је период као скитница, ситни лопов и проститутка широм Европе – искуства о којима прича у The Thief's Journal (1949).

### Криминална каријера, затвор и писање у затвору
Након повратка у Париз 1937. године, Жене је улазио и излазио из затвора кроз низ хапшења због крађе, коришћења лажних папира, скитнице, развратних радњи и других кривичних дела. У затвору, Жене је написао своју прву песму „Le condamné à mort“, коју је штампао о сопственом трошку, и роман Our Lady of the Flowers (1944).
У Паризу је Жене трагао за и представио се Жану Коктоу, који је био импресиониран његовим писањем. Кокто је искористио своје контакте да би објавио Женеов роман, а 1949. године, када је Женету запретила доживотна казна после десет осуда, Кокто и друге истакнуте личности, укључујући Жан-Пола Сартра и Пабла Пикаса, успешно су поднели захтев француском председнику да му казну одгоди. Жене се никада није вратио у затвор.

### Писање и активизам
До 1949. Жене је завршио пет романа, три драме и бројне песме, од којих су многе биле контроверзне због експлицитног и често намерно провокативног приказа хомосексуалности и криминала. Сартр је написао дугу анализу Женеовог егзистенцијалног развоја (од скитнице до писца), под насловом Свети Жене (1952), која је анонимно објављена као први том целих Женеових дела. Жене је био под снажним утицајем Сартрове анализе и није писао наредних пет година.
Између 1955. и 1961. Жене је написао још три драме, као и есеј под називом „Шта остаје од Рембранта растргнутог на четири једнака дела и пуштеног у тоалет“, на којем се заснивала анализа Женеа Жака Дериде у његовом кључном делу Глас. За то време, Жене се емотивно везао за Абдалаха Бентагу, ходача по конопцу. Међутим, након бројних несрећа и његовог самоубиства 1964. године, Жене је ушао у период депресије, па је чак и сам покушао да изврши самоубиство.
Од касних 1960-их, почевши од омажа Данијелу Кон-Бендиту након догађаја у мају 1968. године, Жене је постао политички активан. Учествовао је у демонстрацијама скрећући пажњу на услове живота имиграната у Француској. Жеме је цензурисан у Сједињеним Државама 1968. године, а касније је протеран када су му одбили визу. У интервјуу са Едвардом де Грацијом, професором права и адвокатом Првог амандмана, Жене говори о времену када је прошао кроз Канаду на конгресу у Чикагу. Ушао је без визе и отишао без проблема.
Године 1970. Црни Пантери су га позвали у САД, где је остао три месеца држећи предавања, присуствовао суђењу њиховом вођи Хјују Њутну и објавио чланке у њиховим часописима. Касније исте године провео је шест месеци у палестинским избегличким камповима, тајно се састајао са Јасером Арафатом у близини Амана. Дубоко дирнут својим искуствима у Сједињеним Државама и Јордану, Женет је написао последње опширне мемоаре о својим искуствима, Затвореник љубави, који ће бити објављен постхумно.
Жене је такође подржао Анђелу Дејвис и Џорџа Џексона, као и Мишела Фукоа и Групу за затворске информације Данијела Деферта. Радио је са Фукоом и Сартром на протесту против полицијске бруталности против Алжираца у Паризу, што је проблем који постоји још од Алжирског рата за независност. Жене изражава своју солидарност са Фракцијом Црвене армије (РАФ) Андреаса Бадера и Улрике Мајнхоф, у чланку „Насиље и бруталитет“, објављеном у Le Monde, 1977. године.
У септембру 1982, Генет је био у Бејруту када су се догодили масакри у палестинским логорима Сабра и Шатила. Као одговор, Жене је објавио „Quatre heures à Chatila“ („Четири часа у Шатили“), приказ своје посете Шатили након тог догађаја. У једном од ретких јавних наступа током каснијег периода свог живота, на позив аустријског филозофа Ханса Кехлера, читао је из свог дела приликом инаугурације изложбе о масакру Сабре и Шатиле коју је организовала Међународна организација за напредак у Бечу., Аустрија, 19. децембра 1983.

### Смрт
Жене је добио рак грла и пронађен је мртав у Џек'с Хотелу у Паризу 15. априла 1986. где су остале његове фотографије и књиге. Он је можда пао на под и фатално ударио главом. Сахрањен је на хришћанском гробљу Ларач у Ларачу у Мароку.

### Филм
Године 1950. Генет је режирао Un Chant d'Amou, 26-минутни црно-бели филм који приказује фантазије геј затвореника и његовог управника затвора. Жене је такође заслужан као коредитељ западнонемачког телевизијског документарца Am Anfang war der Dieb (У почетку је био лопов) (1984).
Његово дело је адаптирано за филм и продуцирано од стране других филмских стваралаца.
Неколико Женеових драма је адаптирано у филмове

## У популарној култури
Када је Дејвид Боуви објавио свој хит сингл из 1972. „The Jean Genie “. У својој књизи Moonage Daydream из 2005. године, Боуви је потврдио да је наслов „... био неспретна игра речи са именом Жана Женеа“.
„Les Boys“ са албума Dire Straits из 1980. Making Movies садржи референцу на Генета.
Албум авангардног музичара/композитора Џона Зорна из 1992. године, Elegy, инспирисан је и посвећен Женеу.
Сцена са Мајклом Дагласом и Робертом Даунијем млађим из филма Wonder Boys из 2000. говори о Женеу.
Жене се два пута помиње у стиховима песме A Cocaine Christmas and an Alcoholic's New Year енглеског бенда Монеи на студијском албуму Suicide Songs из 2016. године.

## Списак радова
Уноси показују: превод наслова на енглески језик (наслов на француском језику ) [година написа] / [година првог објављивања]
- Our Lady of the Flowers (Notre Dame des Fleurs) 1942/1943
- Miracle of the Rose (Miracle de la Rose) 1946/1951
- Funeral Rites (Pompes Funèbres) 1947/1953
- Querelle of Brest (Querelle de Brest) 1947/1953
- The Thief's Journal (Journal du voleur) 1949/1949
- Prisoner of Love (Un Captif Amoureux) 1986/1986

### Драма
- ′adame Miroir (ballet) (1944). In Fragments et autres textes, 1990 (Fragments of the Artwork, 2003)
- Deathwatch (Haute surveillance) 1944/1949/1949
- The Maids (Les Bonnes) 1946/1947/1947
- Splendid's 1948/1993/
- The Balcony (Le Balcon) 1955/1956/1957. Complementary texts "How to Perform The Balcony" and "Note" published in 1962.
- The Blacks (Les Nègres) 1955/1958/1959 (preface first published in Theatre Complet, Gallimard, 2002)
- Her (Elle) 1955/1989
- The Screens (Les Paravents) 1956-61/1961/1964
- Le Bagne [Само француско издање] (1994)[7]

### Кинематографија
- Un chant d'amour (1950)
- Haute Surveillance (1944) was used as the basis for the 1965 American adaptation Deathwatch, directed by Vic Morrow.
- Les Rêves interdits, ou L'autre versant du rêve (Forbidden Dreams or The Other Side of Dreams) (1952) was used as the basis for the script for Tony Richardson's film Mademoiselle, made in 1966.
- Le Bagne (The Penal Colony). Written in the 1950s. Excerpt published in The Selected Writings of Jean Genet, The Ecco Press (1993).
- La Nuit venue/Le Bleu de L'oeil (The Night Has Come/The Blue of the Eye) (1976–78). Excerpts published in Les Nègres au port de la lune, Paris: Editions de la Différence (1988), and in The Cinema of Jean Genet, BFI Publishing (1991).
- "Le Langage de la muraille: cent ans jour après jour" (The Language of the Walls: One Hundred Years Day after Day) (1970s). Unpublished.

### Поезија
- "The Man Sentenced to Death" ("Le Condamné à Mort") (written in 1942, first published in 1945)
- "Funeral March" ("Marche Funebre") (1945)
- "The Galley" ("La Galere") (1945)
- "A Song of Love" ("Un Chant d'Amour") (1946)
- "The Fisherman of the Suquet" ("Le Pecheur du Suquet") (1948)
- "The Parade" ("La Parade")(1948)

### Есеји о уметности
Сакупљено у Fragments et autres textes, 1990 (Fragments of the Artwork, 2003)
- "Jean Cocteau", Bruxelles: Empreintes, 1950)
- "Fragments"
- "The Studio of Alberto Giacometti" ("L'Atelier d'Alberto Giacomett") (1957).
- "The Tightrope Walker" ("Le Funambule").
- "Rembrandt's Secret" ("Le Secret de Rembrandt") (1958). First published in L'Express, September 1958.
- "What Remains of a Rembrandt Torn Into Little Squares All the Same Size and Shot Down the Toilet" ("Ce qui est resté d'un Rembrandt déchiré en petits carrés"). First published in Tel Quel, April 1967.
- "That Strange Word..." ("L'etrange Mot D'.").

### Есеји о политици
Сакупљено у L'Ennemi déclaré: textes et entretiens (1991) – The Declared Enemy (2004)

### Преписка
- Lettre à Léonor Fini [Jean Genet's letter, 8 illustrations by Leonor Fini] (1950). Also collected in Fragments et autres textes, 1990 (Fragments of the Artwork, 2003)
- Letters to Roger Blin ("Lettres à Roger Blin", 1966)
- Lettres à Olga et Marc Barbezat (1988)
- Chère Madame, 6 Brife aus Brünn [French and German bilingual edition] (1988). Excerpts reprinted in Genet, by Edmund White.
- Lettres au petit Franz (2000)
- Lettres à Ibis (2010)

Сакупљено у Théâtre Complet (Editions Gallimard, 2002)
- "Lettre a Jean-Jacques Pauvert", first published as preface to 1954 edition of Les Bonnes. Also in "Fragments et autres textes", 1990 (Fragments of the Artwork, 2003)
- "Lettres à Jean-Louis Barrault"
- "Lettres à Roger Blin"
- "Lettres à Antoine Bourseiller". In Du théâtre no1, July 1993
- "Lettres à Bernard Frechtman"
- "Lettres à Patrice Chéreau"

Сакупљено у Portrait d'Un Marginal Exemplaire
- "Une lettre de Jean Genet" (to Jacques Derrida), in Les Lettres Françaises, 29 March 1972
- "Lettre à Maurice Toesca", in Cinq Ans de patience, Emile Paul Editeur, 1975.
- "Lettre au professeur Abdelkebir Khatibi", published in Figures de l'etranger, by Abdelkebir Khatibi, 1987.
- "Letter à André Gide", in Essai de Chronologie 1910–1944 by A.Dichy and B.Fouche (1988)
- "Letter to Sartre", in Genet (by Edmund White) (1993)
- "Lettre à Laurent Boyer", in La Nouvelle Revue Francaise, 1996
- "Brouillon de lettre a Vincent Auriel" (first published in Portrait d'Un Marginal Exemplaire

Неприкупљено
- "To a Would Be Producer", in Tulane Drama Review, n° 7, 1963, p. 80–81.
- "Lettres à Roger Blin" and "Lettre a Jean-Kouis Barrault et Billets aux comediens", in La Bataille des Paravents, IMEC Editions, 1966
- "Chere Ensemble", published in Les nègres au port de la lune, Paris: Editions de la Différence, 1988.
- "Je ne peux pas le dire", letter to Bernard Frechtman (1960), excerpts published in Libération, 7 April 1988.
- "Letter to Java, Letter to Allen Ginsberg", in Genet (by Edmund White) (1993)
- "Lettre à Carole", in L'Infini, n° 51 (1995)
- "Lettre à Costas Taktsis", published in Europe-Revue littéraire Mensuelle, Numéro spécial Jean Genet, n° 808–809 (1996)